# Буш (театр)
Театр расположен на территории Шепердс-Буш, в Хаммерсмит и Фулем (Лондон). Он был основан в 1972 году и с тех пор стал одним из самых знаменитых театров в мире, в котором ставили пьесы многие известные режиссёры. Театр стал домом для широко известных драматургов, многие из которых начинали свою карьеру в этих стенах. Буш получил более 100 наград, он также продолжает привлекать актеров и режиссёров, широко известных публике. Театр регулярно выезжает на гастроли как в пределах Британии, так и в другие страны, также находится в глубоком сотрудничестве с театром Вест-Энд.

## Художественные руководители
- Дженни Топпер (1977-88), в сотрудничестве с Никки Пэллот (1979-90)[1]
- Доминик Дромгул (Dominic Dromgoole (англ.)) (1990-96)[2]
- Майк Брэдвел (1996—2007)[2]
- Джози Рурк (Josie Rourke) (2007-12)[3]
- Мэдэни Юнис (2011-наши дни)[4]

## История

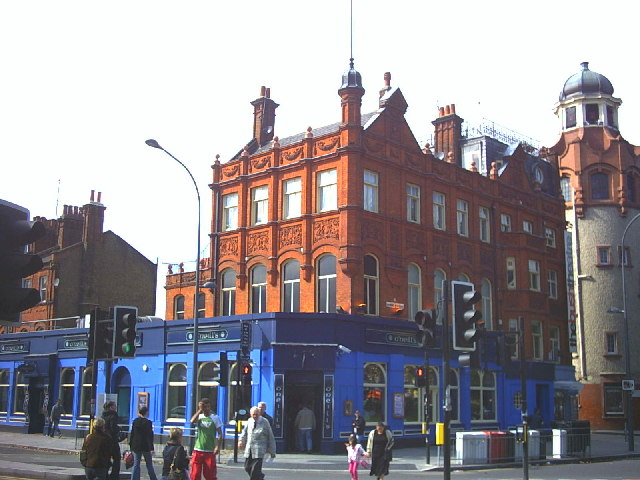
Старое здание театра Буш (2005)

В 1972 году театр был заложен между The Bush public house, Goldhawk Road и Shepherd’s Bush Green, также неподалеку когда-то располагалась танцевальная студия Лионеля Блэра. Идея создания театра принадлежит актеру диссиденту Брайану Мак Дермотту, и пришла ему во время кинофестиваля Fringe. Несмотря на известность театра, его зал не мог разместить всех желающих, максимальное заполнение составляло 80 мест.
В ноябре 2010 года, сорок лет спустя со дня основания, дирекция театра объявила о переезде на новое место. Новым пристанищем для труппы стало здание общественной библиотеки Passmore Edwards Public Library в двух шагах от старого места театра на Uxbridge Road.
Окончательный переезд состоялся в 2011 году, в этот же год стартовал проект Шестьдесят шесть книг. Данный проект был создан во время празднования годовщины публикации Библии короля Джеймса, в котором участвовали 66 различных писателей, многие из которых были ветеранами театра Буш.
Театр Буш работает над программой развития на писателей, при которой создается 1000 новых спектаклей каждый год. Театр ищет новые таланты, которые вещают о современной истории, работы которых наполнены остроумием, стилем, страстью, провокационными и интересными идеями.
На 40-летие театра была выпущена книга , в которой рассказывалось о истории театра, а также истории и биографии режиссёров, актеров, сценаристов и публики, участвовавших в жизни театра.

## Пъесы
- 2012 Straight автор D. C. Moore
- 2012 Snookered автор Ishy Din[10]
- 2012 Chalet Lines автор Lee Mattinson[11]
- 2012 The Beloved автор Amir Nizar Zuabi[12]
- 2012 Mad About the Boy автор Gbolahan Obisesan[13]
- 2012 Fear автор Dominic Savage[14]
- 2012 Our New Girl автор Nancy Harris[15]
- 2011 The Kitchen Sink автор Tom Wells[16]
- 2011 Sixty-Six Books автор Sixty-Six Writers[17]
- 2011 This is where we got to when you came in автор non zero one[18]
- 2011 Where’s My Seat? авторы Dierdre Kinahan, Tom Wells и Jack Thorne[19]
- 2011 In The Beginning автор Nick Payne[20]
- 2011 Moment by Deirdre Kinahan[21]
- 2011 Little Platoons автор Steve Waters[22]
- 2011 The Knowledge автор John Donnelly[23]
- 2010 My Romantic History автор D C Jackson[24]
- 2010 The Aliens by Annie Baker[25]
- 2010 The Great British Country Fete авторы Russell Kane and Michael Bruce[26]
- 2010 Like A Fishbone автор Anthony Weigh[27]
- 2010 A Little Gem автор Elaine Murphy[28]
- 2010 Eigengrau автор Penelope Skinner[29]
- 2010 The Whisky Taster автор James Graham[30]
- 2009 The Contingency Plan автор Steve Waters[31]
- 2009 The Stefan Golaszewski Plays автор Stefan Golaszewski[32]
- 2009 If There Is I Haven’t Found It Yet автор Nick Payne[33]
- 2009 Sea Wall автор Simon Stephens[34]
- 2009 2 May 1997 автор Jack Thorne[35]
- 2009 suddenlossofdignity.com авторы Zawe Ashton, James Graham, Joel Horwood, Morgan Lloyd Malcolm и Michelle Terry[36]
- 2009 Apologia автор Alexi Kaye Campbell[37]
- 2009 Stovepipe автор Adam Brace[38]
- 2009 Wrecks автор Neil LaBute[39]
- 2008 50 Ways to Leave your Lover at Christmas авторы Leah Chillery, Ben Ellis, Stacey Gregg, Lucy Kirkwood, Morgan Lloyd Malcolm и Ben Schiffer[40]
- 2008 I Caught Crabs in Walberswick автор Joel Horwood[41]
- 2008 Broken Space Season авторы Neil LaBute, Bryony Lavery, Simon Stephens, Declan Feenan, Mike Bartlett, Nancy Harris, Lucy Kirkwood, Ben Schiffer, Jack Thorne и Anthony Weigh[42]
- 2008 Turf автор Simon Vinnicombe[43]
- 2008 50 Ways to Leave Your Lover авторы Leah Chillery, Ben Ellis, Stacey Gregg, Lucy Kirkwood и Ben Schiffer[44]
- 2008 2,000 Feet Away автор Anthony Weigh[45]
- 2008, Tinderbox автор Lucy Kirkwood[46]
- 2008 Artefacts автор Mike Bartlett[47]
- 2008 Helter Skelter/Land of the Dead автор Neil LaBute[48]
- 2007 Not a typo автор Mike Packer[49]
- 2007 How To Curse автор Ian McHugh[50]
- 2007 Flight Path автор David Watson[51]
- 2007 Trance автор Shoji Kokami[52]
- 2007 Elling автор Simon Bent[53]
- 2007 Tom Fool автор Franz Xaver Kroetz[54]
- 2007 I Like Mine With a Kiss автор Georgia Fitch[55]
- 2007 Product: World Remix автор Mark Ravenhill[56]
- 2007 What Would Judas Do автор Stewart Lee[57]
- 2006 Whipping It Up автор Stephen Thompson[58]
- 2006 Bones автор Kay Adshead[59]
- 2006 Pumpgirl автор Abbie Spallen[60]
- 2006 Cruising автор Alecky Blythe[61]
- 2006 Crooked автор Catherine Trieschmann[62]
- 2006 Trad автор Mark Doherty[63]
- 2006 Christmas Is Miles Away автор Chloe Moss[64]
- 2006 Try These On For International Size авторы Reg Cribb, Jón Atli Jónasson, Abbie Spallen и Shoji Kokami[65]
- 2006 Monsieur Ibrahim and the Flowers Of The Qur’an автор Eric-Emmanuel Schmitt[66]
- 2005 When You Cure Me автор Jack Thorne[67]
- 2005 Bottle Universe автор Simon Burt[68]
- 2005 After the End автор Dennis Kelly[69]
- 2005 The Obituary Show автор The People Show[70]
- 2005 Kingfisher Blue автор Lin Coghlan[71]
- 2005 Mammals автор Amelia Bullmore[72]
- 2005 Take Me Away автор Gerald Murphy[73]
- 2005 Bites автор Kay Adshead[74]
- 2004 Going Donkeys автор Richard Cameron[75]
- 2004 How Love Is Spelt автор Chloe Moss[76]
- 2004 Damages автор Stephen Thompson[77]
- 2004 Adrenalin…Heart автор Georgia Fitch[78]
- 2004 One Minute автор Simon Stephens[79]
- 2004 Christmas автор Simon Stephens[80]
- 2003 The God Botherers автор Richard Bean[81]
- 2003 Airsick автор Emma Frost[82]
- 2003 Nine Parts of Desire автор Heather Raffo[83]
- 2003 Little Baby Nothing автор Catherine Johnson[84]
- 1997 Disco Pigs автор Enda Walsh[85]
- 1997 Love and Understanding автор Joe Penhall[86]
- 1997 St Nicholas автор Conor McPherson[87]
- 1997 All of You Mine автор Richard Cameron[88]
- 1987 Dreams of San Francisco автор Jacqueline Holborough[89]
- 1987 It’s A Girl автор John Burrow
- 1987 Tattoo Theatre автор Mladen Materic[90]
- 1987 The Mystery of the Rose Bouquet автор Mauel Puig[91]
- 1987 Effies Burning автор Valerie Windsor[92]
- 1987 People Show No 92 Whistle Stop автор People Show[93]
- 1987 Love Field автор Stephen Davis[94]
- 1987 More Light автор Snoo Wilson[95]
- 1987 An Imitation of Life автор Abbie Spallen[96]
- 1986 The Oven Glove Murders автор Nick Darke[97]
- 1986 Making Noise Quietly автор Robert Holman[98]
- 1983 Hard Feelings автор Doug Lucie[99]
- 1972 The Relief of Martha King автор David Parker[100]
- 1972 Christmas Carol автор Frank Marcus[101]
- 1972 Plays for Rubber Gogo автор Christopher Wilkinson[102]